# Noyal-Muzillac
Noyal-Muzillac är en kommun i departementet Morbihan i regionen Bretagne i nordvästra Frankrike. Kommunen ligger i kantonen Muzillac som tillhör arrondissementet Vannes. År 2022 hade Noyal-Muzillac 2 548 invånare.

## Befolkningsutveckling
Antalet invånare i kommunen Noyal-Muzillac
| Referens: INSEE |